# Foca-caranguejeira
Lobodon carcinophagus, conhecida pelo nome comum de foca-caranguejeira, é uma das espécies de foca que habitam em torno da costa da Antártida. Elas tem de médio a grande porte (mais de 2 m de comprimento), com o corpo relativamente delgado de cor pálida, encontrada principalmente em blocos de gelo flutuantes, que se estendem sazonalmente fora da costa da Antártida, que elas usam como plataforma para descansar, acasalar, reunir indivíduos da mesma espécie e acesso a suas presas. Elas são de longe as espécies de focas mais abundantes do mundo. Embora as estimativas de população sejam incertas, há pelo menos 7 milhões e, possivelmente, até 75 milhões de focas dessa espécie. Este sucesso  é devido a sua predação especializada em krill abundante no Oceano Antártico, para a qual tem adaptação exclusiva, pois a estrutura do dente da foca-caranguejeira é semelhante a uma peneira. Na verdade, seu nome científico, traduzido como "lobo-dentado (Lobodon) comedor de caranguejos (carcinophagus)", refere-se especificamente aos dentes finamente lobados, adaptados para filtrar os pequenos crustáceos dos quais se alimenta. Apesar do nome, as focas-caranguejeiras não comem caranguejos. Para além de ser um importante predador do krill, a foca-caranguejeira é uma importante componente da dieta de orcas e de focas-leopardo (Hydrurga leptonyx), que consomem cerca de 80% de todos os filhotes dessa espécie de foca.

## Taxonomia e evolução

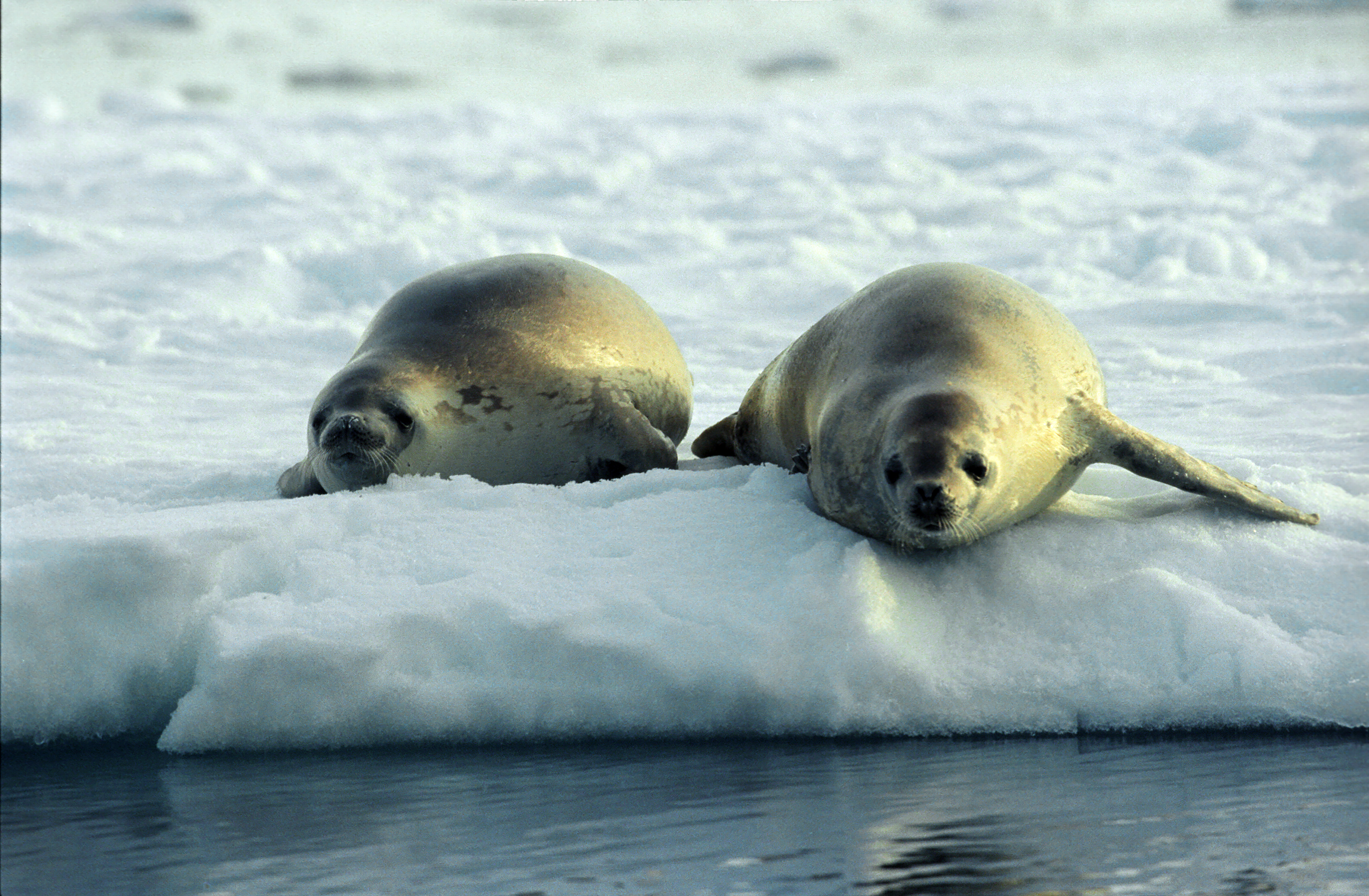
Focas-caranguejeiras

A foca-caranguejeira compartilha um ancestral recente comum com as outras focas antárticas, juntos são conhecidas como os focas lobodontinas. Esta tribo inclui a foca-de-Ross (Ommatophoca rossii), a foca-leopardo (Hydrurga leptonyx) e foca-de-Weddell (Leptonychotes weddelli). Estas espécies, pertencentes coletivamente a tribo Lobodontini, tem adaptações especiais em partes dos dentes incluindo lobos e cúspides úteis para capturar presas menores para fora da coluna de água. Os lobodontíneos ancestrais provavelmente divergiram de sua clado-irmão, o Mirounga (elefantes-marinhos) no final do Mioceno até o início do Plioceno, quando eles migraram para o sul e diversificaram-se rapidamente devido ao relativo isolamento em torno da Antártida . 

## Descrição física

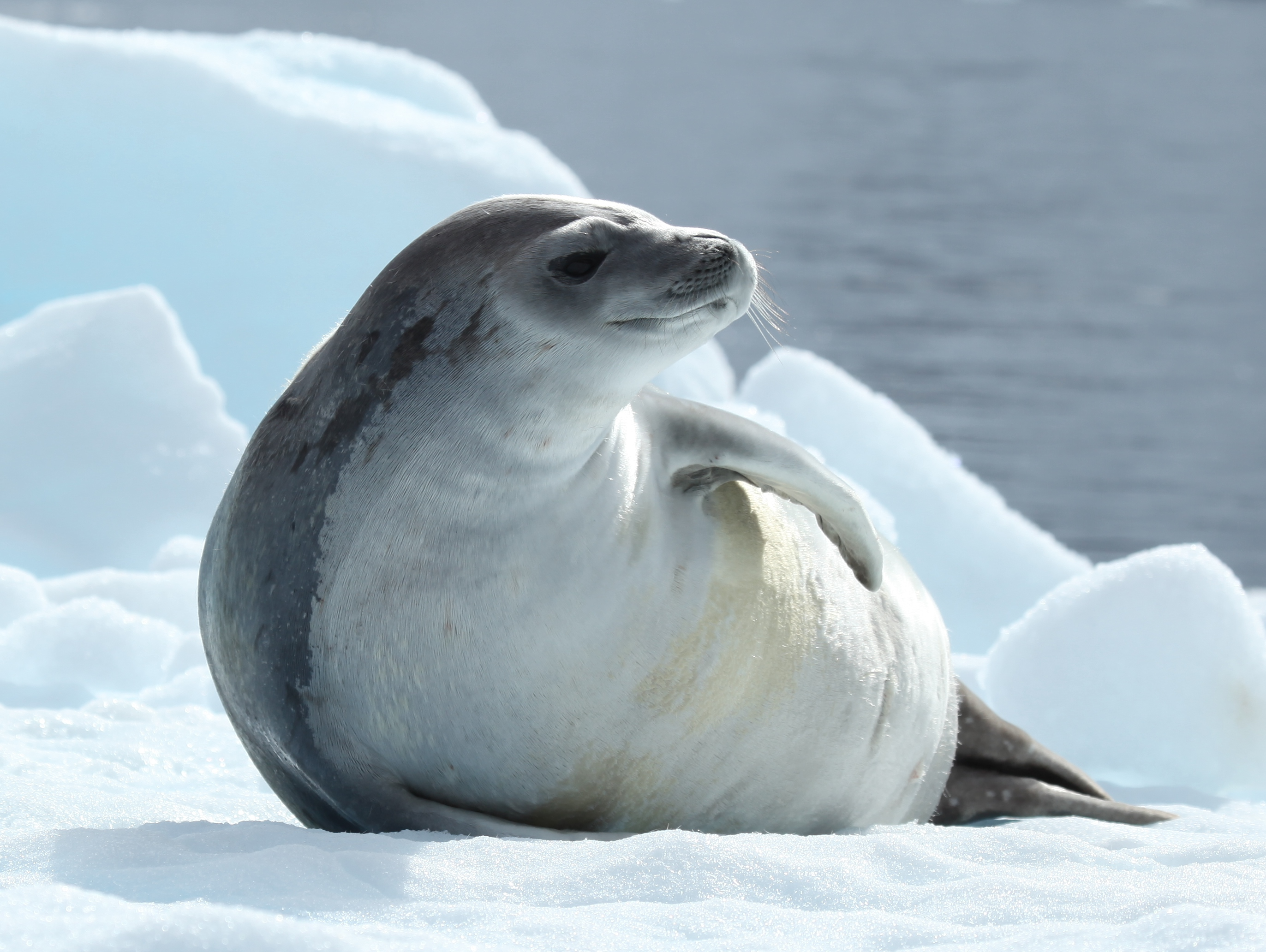
Lobodon carcinophagus

Focas adultas (com mais de cinco anos de idade) crescem a um comprimento médio de 2,30 m e um peso médio de cerca de 200 kg . As fêmeas são, em média, 6 cm maiores e cerca de 8 kg mais pesadas do que os machos, embora o seu peso varia substancialmente de acordo com a estação do ano; as fêmeas podem perder até 50% do seu peso corporal durante a lactação, e os machos perdem uma proporção significativa de peso quando cortejam e acasalam com as fêmeas e lutam contra os machos rivais por territórios. Grandes focas-caranguejeiras pode pesar até 300 kg. Os filhotes são cerca de 1,20 m de comprimento e pesam de 20 e 30 kg no nascimento. Enquanto mamam o leite rico em gordura da mãe, os filhotes ganham cerca de 4,2 kg por dia, e podem chegar até 100 kg no momento em que são desmamados após duas ou três semanas.

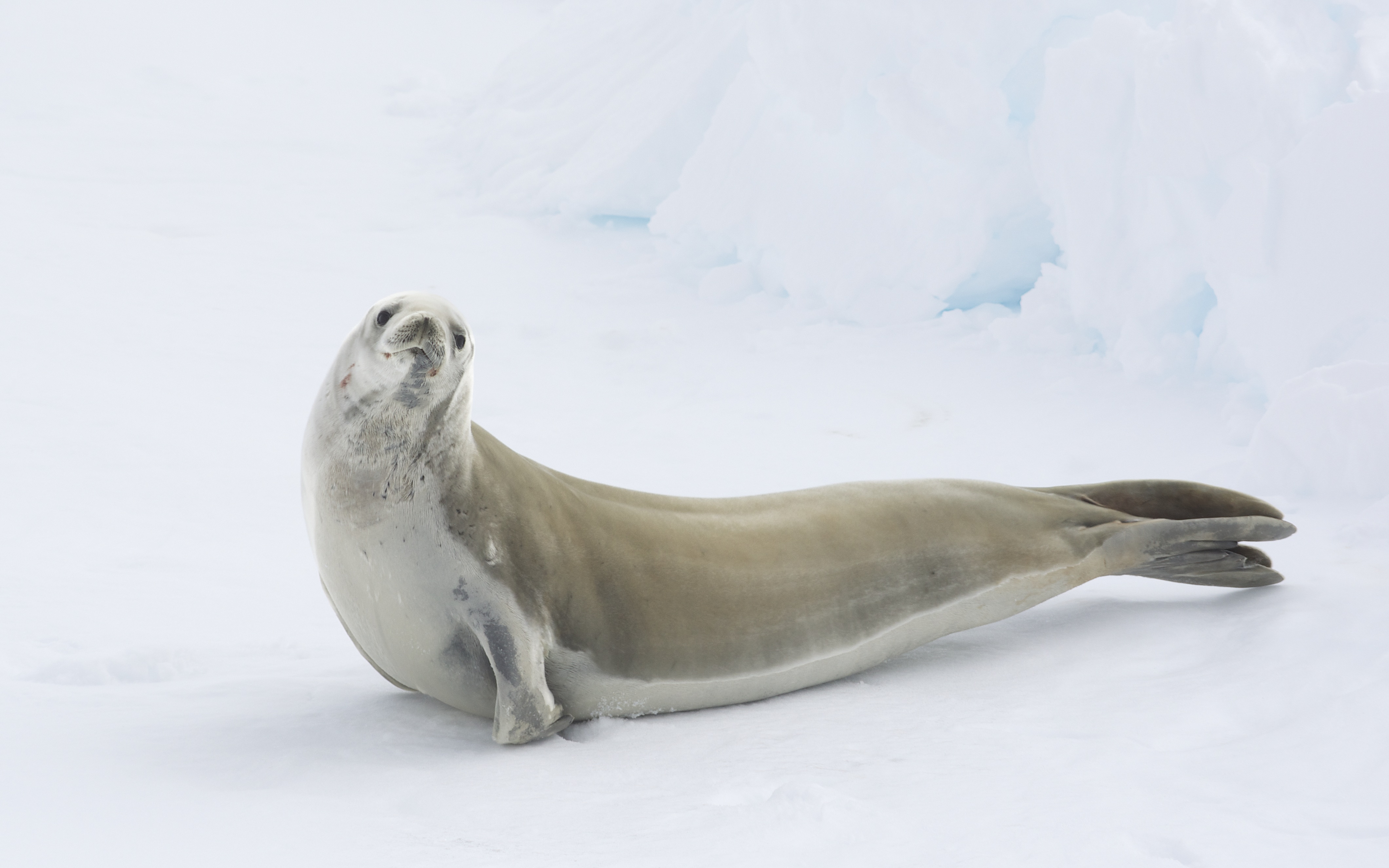
Foca-caranguejeira adulta

Os filhotes nascem com um castanho claro,com pelagem felpuda ( lanugo ), até a primeira muda após o desmame. Os animais mais jovens são marcadas por faixas castanho-chocolate semelhante as manchas nos ombros, laterais e flancos, sendo mais sombreada nas partes traseiras e dianteiras predominantemente escuras nadadeiras e na cabeça, muitas vezes devido à cicatrização, por ataques de focas-leopardo, que ficam à espreita quando os filhotes começam a aprender a nadar sozinhos. Após a muda, sua pele é de um marrom mais escuro desaparecendo o loiro em suas barrigas. A pele clareia ao longo do ano, tornando-se completamente loira no verão. Animais mais velhos tornam-se progressivamente mais pálidos e podem aparecer quase brancos.

## Distribuição e população

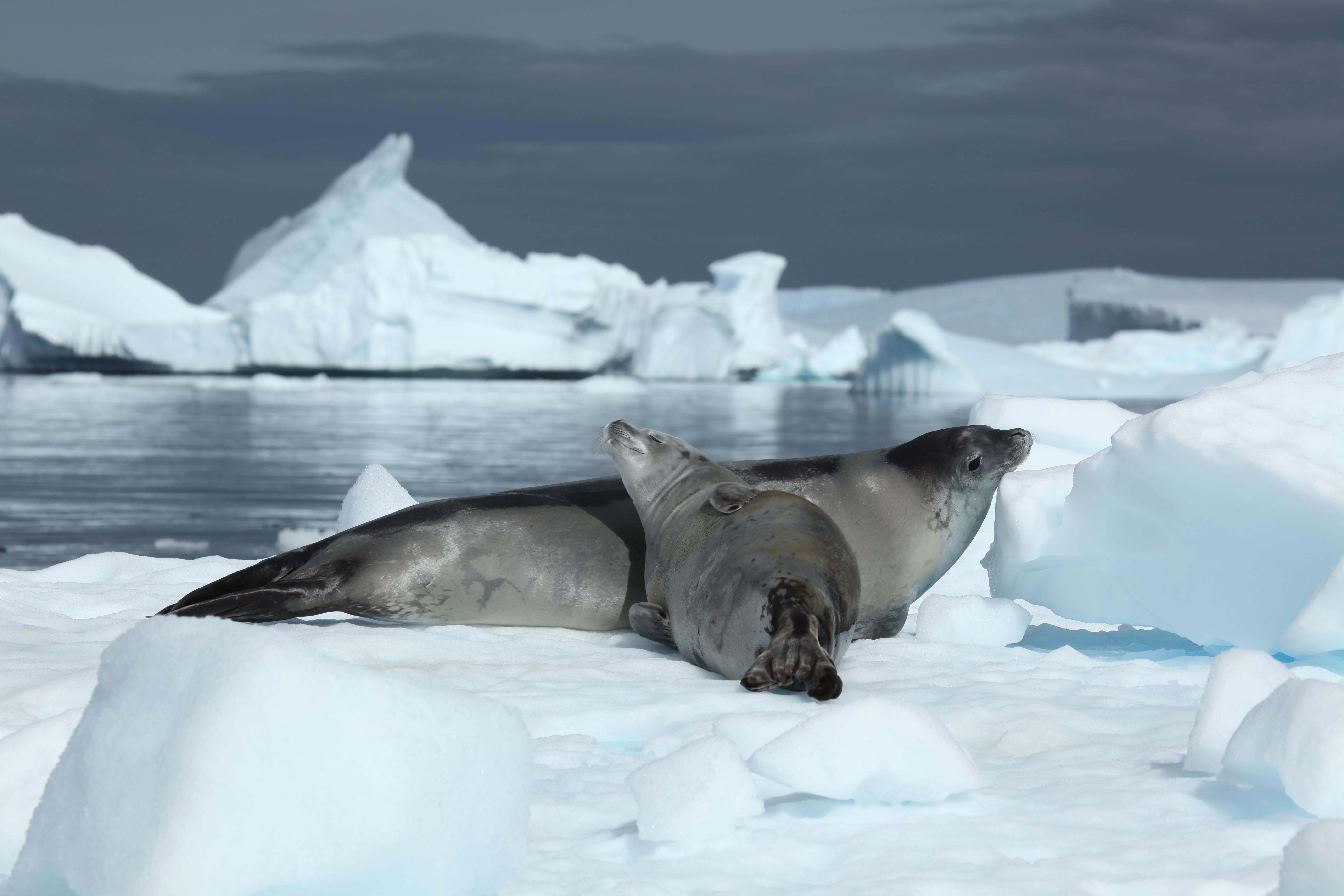
Duas focas-caranguejeiras

Focas-caranguejeiras têm uma distribuição circumpolar contínua em torno da Antártida, com apenas aparições ocasionais ou encalhes nas costas do sul da América do Sul, África, Austrália e Nova Zelândia. Elas passam o ano inteiro sobre blocos de gelo à medida que avançam e recuam sazonalmente,e costumar nadar dentro da área da plataforma continental em profundidades inferiores a 600 m. Elas colonizaram a Antártida durante o final do Mioceno ou início do Plioceno (há entre 15 e 25 milhões de anos), numa época em que a região era muito mais quente do que hoje. A população está conectada e muito bem distribuída, e a evidência genética não sugere quaisquer subespécies ou separações de indivíduos.
Atualmente, não existem estimativas fiáveis da população total de focas-caranguejeiras disponíveis. Estimativas anteriores contou com avistamento oportunista mínima e com muita especulação, variando de 2 milhões a 50-75 milhões de indivíduos em todo o território da Antártida. A estimativa pontual mais recente é de 7 milhões de indivíduos,  mas isso, também, é considerado um provável subestimação. Um esforço internacional, a iniciativa da Antártida "Pack Ice Seal", está em andamento para avaliar dados de pesquisa coletados de forma sistemática para obter estimativas confiáveis de toda a abundância de focas na Antártida.

## Dieta

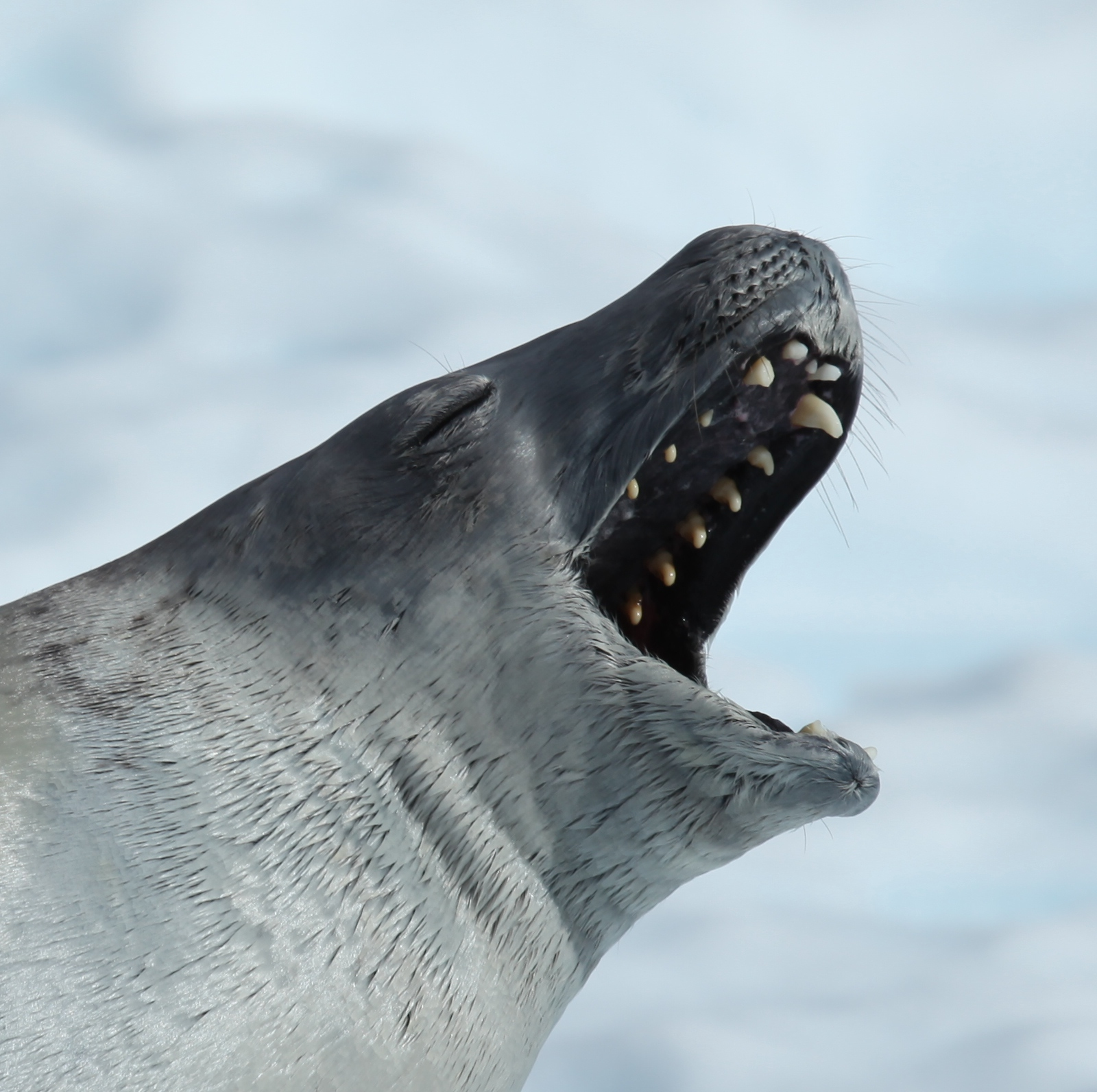
Foca-caranguejeira bocejando, mostrando os dentes usados para apanhar o krill

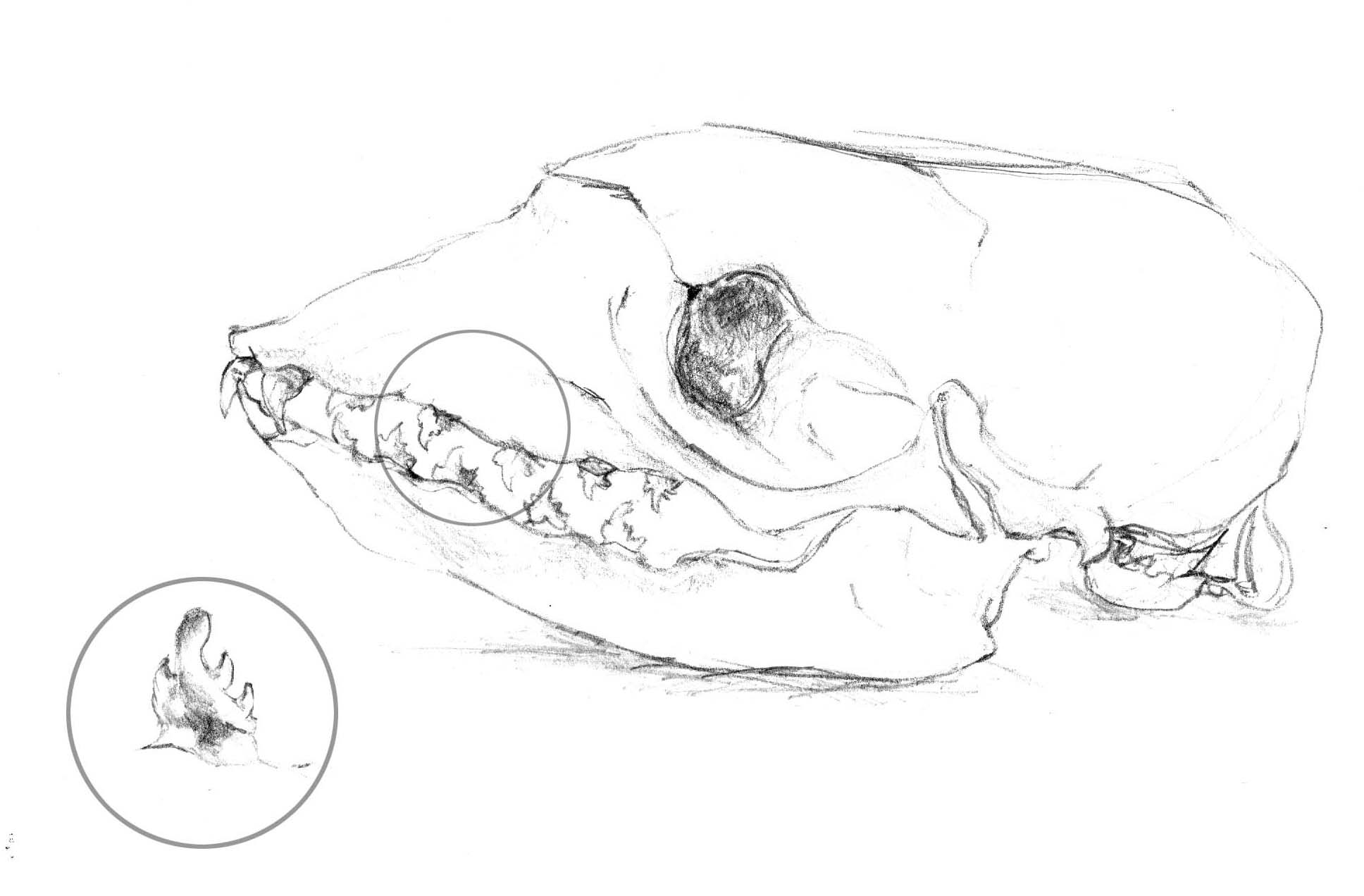
Ilustração do cranio de uma foca-caranguejeira, destacando o dente serrilhado usado na captura de krill

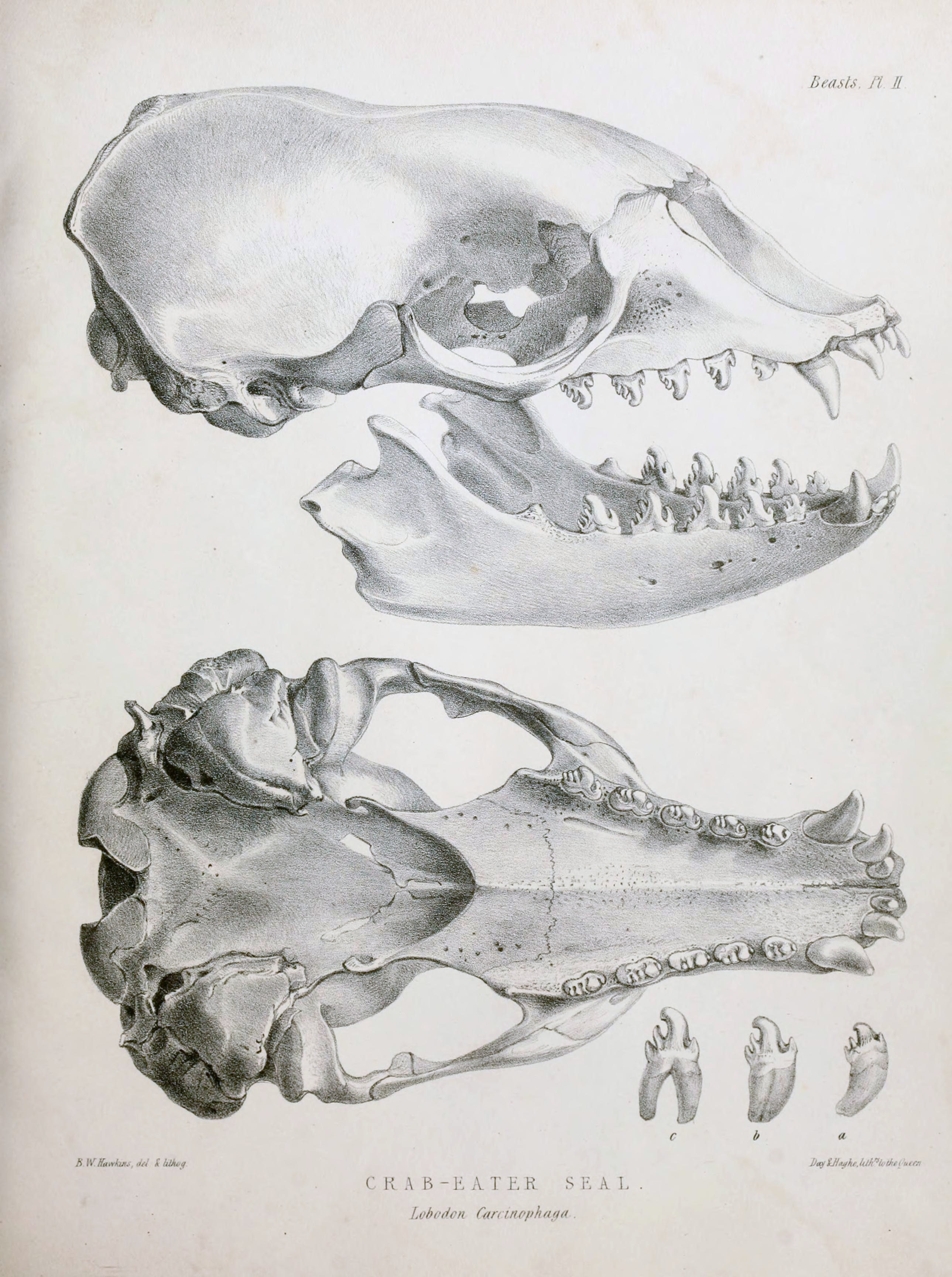
Cranio de foca-caranguejeira, mostrando os dentes usados na captura de krill, peixes e moluscos

Apesar do nome, a foca-caranguejeira não se alimenta de caranguejos, que não são encontrados em seu habitat antártico. Pelo contrário, é um predadora especialista em krill antártico (Euphausia superba), que compreende mais de 90% de sua dieta, que é completada por peixes e lulas. A sua elevada abundância é uma prova do sucesso extremo do krill antártico, a única espécie com maior biomassa no planeta. Há pouca distinção na preferência presa, mas podem capturar  peixes adultos e krill. Outras presas incluem polvos, lulas e diversas espécies de peixes antárticos. Embora a foca-caranguejeira não rivalize com as outras espécies de foca da Antártida (Weddell, Ross e focas-leopardo), a especialização em krill minimiza competição por comida. Porém as baleias também se alimentam de krill, mas apenas as baleias-azuis (Balaenoptera musculus) e baleias-minke (Balaenoptera acutorostrata) estendem seu alcance até o sul, sob os blocos de gelo onde os  são mais freqüentes, sendo as grandes rivais dessa espécie de foca. Focas-caranguejeiras têm corpos relativamente delgados, crânios  e focinhos longos em comparação com outras focas. Talvez a sua adaptação mais marcante seja a dentição que permite essa espécie filtrar krill antártico, do qual se alimenta. Os dentes são cônicos, finos e divididos com várias cúspides semelhantes a uma peneira cada um. Juntamente com o ajuste firme da mandíbula superior e inferior, uma protuberância óssea perto da parte de trás da boca completam uma peneira quase perfeita onde o krill fica preso.
Há estimativas confiáveis históricas de modelos populacionais que sugerem que as populações focas-caranguejeiras pode ter aumentado a taxas de até 9% ao ano, no século XX, devido à caça das grandes baleias (especialmente a baleia-azul) durante o período da indústria baleeira, o que resultou a subseqüente explosão na biomassa do krill, disponibilizando mais alimento e a eliminação de grandes competidores (as baleias) acarretou o grande aumento da população das focas-caranguejeiras.

## Predação
Jovens focas-caranguejeiras experimentam uma predação significativa por focas-leopardo. De fato, a mortalidade no primeiro ano é extremamente alta, podendo chegar a 78% e até 80% das focas que sobrevivem através de seu primeiro ano tendo lesões e cicatrizes de ataques da foca-leopardo. Cicatrizes longas e conjuntos de cicatrizes paralelas, ficam visíveis na pelagem e estão presentes em quase todos as jovens focas. A incidência de cicatrizes visíveis cai significativamente após o primeiro ano, pois as focas-leopardo caçam principalmente os jovens durante seu primeiro ano, perdendo o interesse quando estes atingem a maturidade. Porém mesmo adultas nõo conseguem evitar o ataque de outro superpredador, a orca (Orcinus orca)
A predação por orcas  é pouco conhecida, apesar que focas de todas as idades são caçadas. Embora a maior predação ocorra na água, ataques coordenados por grupos de orcas, criando uma onda que arrasta focas isoladas para fora do bloco gelo flutuante tem sido observados. mas essa espécie de foca, sobretudo é bastante ágil e usa uma técnica na qual se esconde atrás de um bloco de gelo, confundido as grandes predadoras que, após várias tentativas fracassadas de tentar capturá-la, as vezes desistem da presa. É a unica espécie de foca que pode representar um páreo duro para uma orca.
A alta pressão de predação tem impactos claros sobre a demografia e a história de vida de focas-caranguejeiras, e provavelmente teve um importante papel na formação de comportamentos sociais defensivos, incluindo o agrupamento de subadultos em grandes plataformas de gelo para evitarem os predadores e a técnica de se esconder atrás do gelo.

## Comportamento

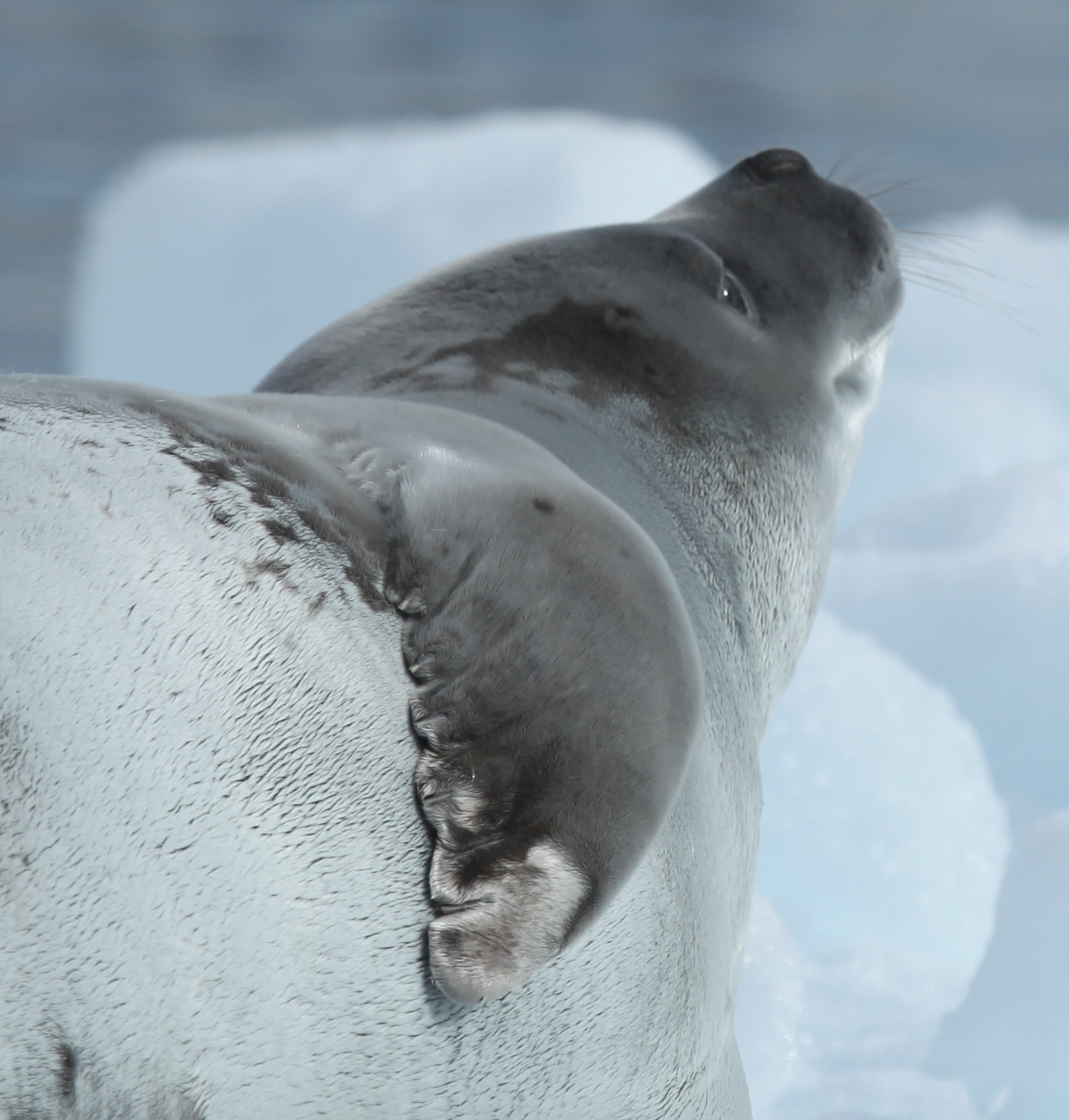
Detalhe das nadadeiras da foca, usadas em delocamentos sobre o gelo

Focas-caranguejeiras tem uma marcha atípica quando se arrastam no gelo ou terra, combinando retrações das nadadeiras com ondulações da região lombar. Este método de locomoção deixa uma pista sinuosa, distintiva do corpo e pode ser extremamente eficaz. Quando não estão sujeitos a super resfriamento (ou seja em dias frios), costumam acelerar em terrenos abertos cerca de 19-26 km / h, em curtas distâncias. Imagens por satélite resultaram em estimativas conservadoras como velocidade de natação dessa espécie que é de 66 km por dia e de 12,7 Km / h. Enquanto nadavam, foram observados comportamentos comuns das focas-caranguejeiras como saltar inteiramente fora da água e elevando o corpo verticalmente, colocando a cabeça para fora da água para a inspeção visual (visualizando blocos de gelo para descansar, encontrar parceiros ou para detectar predadores à distância).

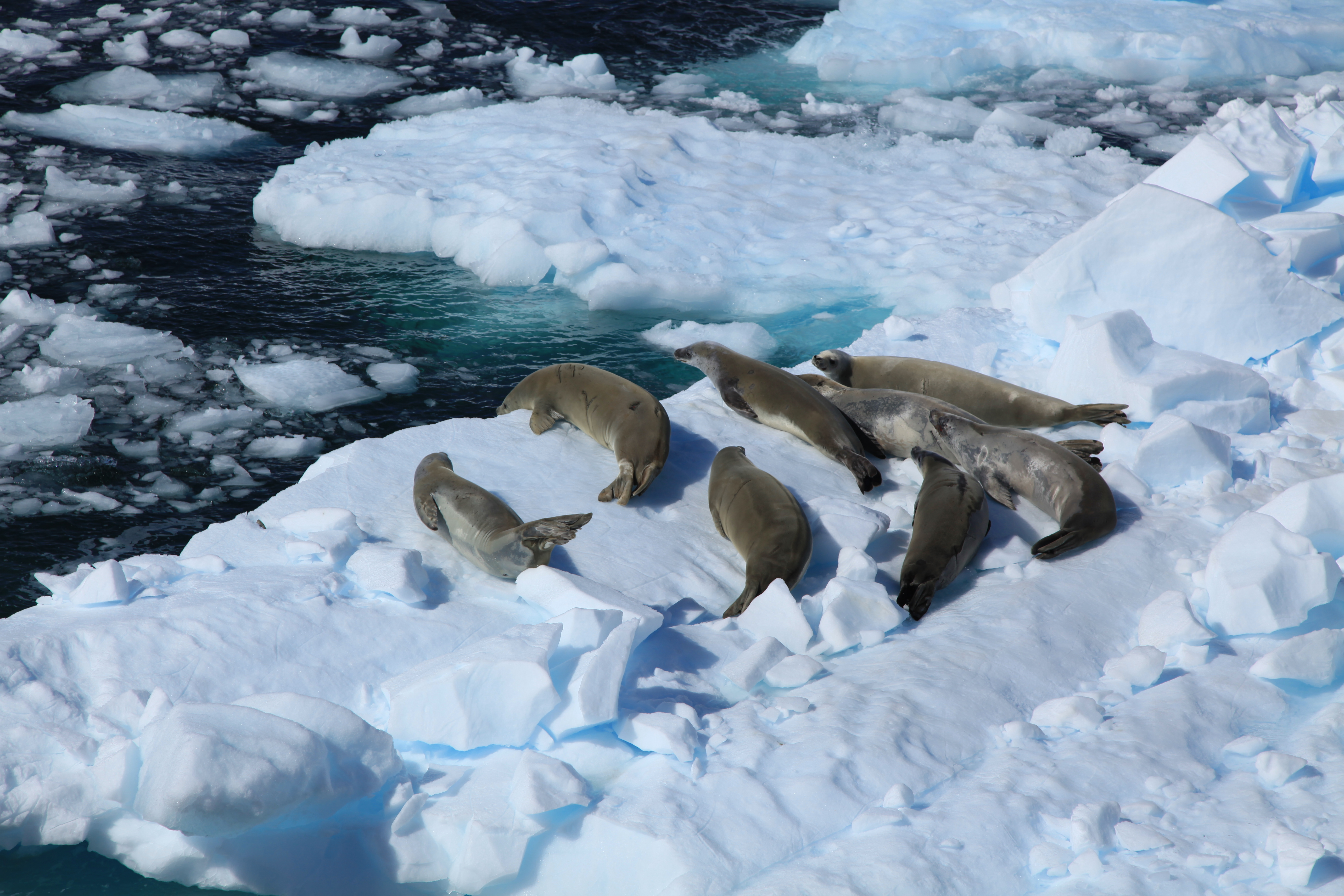
Focas sobre um bloco de gelo

Sendo a mais gregária das focas antárticas, focas-caranguejeiras têm sido observadas no gelo em agregações de até 1.000 animais e na natação grupos de várias centenas de indivíduos, a respiração e mergulho quase em sincronia. Essas agregações consistem principalmente em animais mais jovens. Os adultos são mais tipicamente encontrados sozinhos ou em pequenos grupos de até três no gelo ou na água.
Focas-caranguejeiras se reproduzem e dão à luz aos filhotes durante a primavera antártica de setembro a dezembro. Em vez de agregar-se em colonias reprodutivas, as fêmeas procuram grandes blocos de gelo para dar à luz isoladamente. Os machos adultos acompanham os pares fêmea-filhote até que a fêmea comece, em uma a duas semanas, a desmamar o filhote antes de ficar disponível outra vez para o acasalamento.A cópula (acasalamento) não foi observada diretamente e, presumivelmente, ocorre na água. Os filhotes são desmamados em cerca de três semanas, no momento em que eles também estão começando a fazer a muda, com um casaco subadulto, semelhante à pelagem adulta.O primeiro ano devida de um filhote é difícil, pois enquanto aprende a nadar fica sujeito ao ataque de focas-leopardo e de orcas.
Curiosamente, foram conhecidas focas-caranguejeiras  vagando mais para o interior do que qualquer outro pinípede. As carcaças foram encontradas mais de 100 km da água e mais de 1000 m acima do nível do mar, onde podem ser mumificadas no ar seco, frio e conservadas durante séculos.